# Rafael Nadal
Rafael Nadal Parera, född 3 juni 1986 i Manacor, Mallorca, är en spansk före detta professionell tennisspelare. Han rankades vid flera tillfällen som nummer 1 i världen. Med 22 vunna Grand Slam-titlar är Nadal en av de främsta tennisspelarna genom tiderna, och han anses av många som den bäste någonsin på grus.
I och med segern i US Open i september 2010 blev spanjoren den sjunde manlige spelaren någonsin att vinna alla fyra Grand Slam-titlar i singel, och när han i Franska öppna 2014 tog sin totalt nionde seger i tävlingen betydde det också den femte vinsten i rad – något ingen annan klarat tidigare. År 2017 tog han sin tionde titel i turneringen och fullbordade därmed den så kallade "La Décima" (spanska; katalanska). År 2022 vann han sin fjortonde titel i Paris.
Priset som världens bäste idrottsman alla kategorier Laureus World Sportsman of the Year tilldelades Rafael Nadal för år 2011.

## Tenniskarriären
Rafael Nadal tillhörde de mer sällsynta stjärnskotten inom tennissporten. Mellan 2004 och 2010 vann han 43 singeltitlar, mellan 2003 och 2010 sex dubbeltitlar, mellan april 2006 och maj 2007 rekordantalet 81 raka matcher på grus. Dåvarande världsettan Roger Federer satte stopp för den sviten i finalen av Hamburg Masters. Han rankades i september 2008 som världsetta på ATP-touren, där han spelat sedan 2001. Redan 2003, vid blott 17 års ålder, placerade han sig på listan bland de hundra främsta tennisspelarna i världen. Sina största framgångar har han hittills nått på grusbanor. 

### 2005
Han vann singelfinalen i Italienska öppna efter finalseger över Guillermo Coria. Några veckor senare vann han sin första singeltitel i en Grand Slam-turnering, Franska öppna mästerskapen, efter att i semifinalen ha besegrat världsettan Roger Federer. I den följande finalen besegrade han den argentinske spelaren Mariano Puerta (6-7, 6-3, 6-1, 7-5).  Samma år vann han (i sitt tredje försök) ATP-turneringen Swedish Open i Båstad.

### 2006
I mars finalbesegrade Nadal Roger Federer i Dubai Duty Free Men's Open. Han upprepade sin finalseger över Federer i Rome Masters och vann sedan åter Franska öppna efter att i finalen ha besegrat Federer (1-6, 6-1, 6-4, 7-6). I den sistnämnda turneringen slog han också Guillermo Vilas rekordserie om 53 vunna matcher i rad på grusunderlag. Han nådde finalen i Wimbledon samma år men föll mot Federer. Genom att nå finalen i Wimbledonmästerskapen blev Nadal den förste spanjoren att lyckas med detta sedan Manuel Santana 1966.

### 2007
Nadal upprepade i juni sin finalseger mot Federer i Franska öppna genom att besegra denne i finalen med 6-3, 4-6, 6-3, 6-4. Nadal är därmed den förste manlige spelaren sedan Björn Borg (1980) som vunnit turneringen tre år i följd. Han nådde åter final i Wimbledonmästerskapen där han dock föll mot Roger Federer för andra året i rad. Matchen var mycket jämn, Federer vann med 3-2 i set, två av dessa i tiebreak.

### 2008
I Franska öppna nådde Nadal åter finalen. I semifinalen besegrade han tredjeseedade Novak Đoković med 6-4 6-2 7-6. Nadal blev därmed den tredje spelaren efter Björn Borg och Ivan Lendl som spelat fyra konsekutiva finaler i den turneringen. Nadal vann sedan finalen mot Roger Federer i tre raka set (6-1, 6-3, 6-0). Han tangerade därmed Björn Borgs rekord om fyra raka singeltitlar i Franska öppna. Nadal gick genom hela turneringen utan setförlust.  
Nadal vann även singeltiteln i Wimbledonmästerskapen samma år där han finalbesegrade Federer över fem set med siffrorna 6-4 6-4 6-7(5) 6-7(8) 9-7. Han blev därmed den förste efter Björn Borg som vunnit Franska öppna och Wimbledon samma år. Finalmötet mellan Nadal och Federer blev mycket spännande. Spelet fick avbrytas två gånger på grund av regn men till slut stod Nadal som segrare sedan Federer sent på kvällen slagit matchbollen i nät. Matchen tog 4 timmar och 48 minuter och var vid tillfället den längsta herrsingelfinalen i Wimbledon-historien. Det var även Spaniens första herrsingeltitel i mästerskapen sedan 1966 då Manuel Santana vann turneringen. 
Samma år vann Nadal sin 5:e raka ATP-titel i Toronto (ATP masters Series Canada) genom att finalbesegra Nicolas Kiefer med 6-3 6-2.  Det var hans fjärde Masters-titel på hard-court.
I Cincinnati nådde Nadal semifinalen som han förlorade mot Novak Djokovic. Nadal blev då rankad som världsetta sedan 18 augusti 2008 eftersom Roger Federer (den regerande mästaren) åkte ut redan i tredje omgången.
I Peking-OS 2008 tog Nadal hem guldmedaljen i singel. Han finalbesegrade chilenaren Fernando González i tre raka set, 6-3 7-6(2) 6-3. Det var för övrigt hans 31:a singeltitel.
När Nadal för första gången intog en Grand Slam som förstaseedad i US Open åkte han ut mot britten Andy Murray. Murray förlorade sedan finalen mot Roger Federer som därmed tog sin femte konsekutiva titel i turneringen.
Nadal slutade detta året som världsetta och fick därför utmärkelsen ATP World Tour Champion.

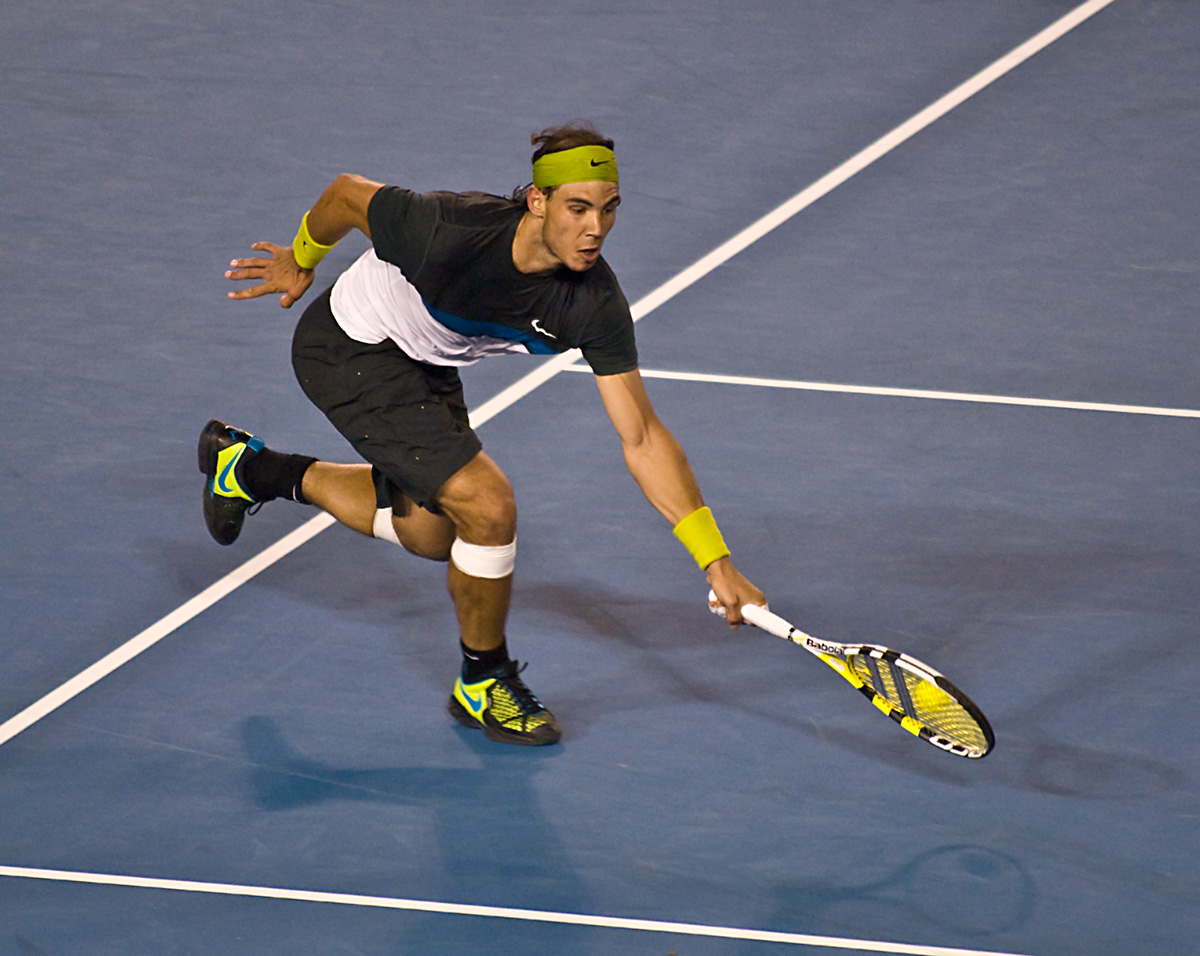
Rafael Nadal i Australiska öppna 2009

### 2009
I Australiska öppna tog sig Nadal till finalen efter att i semifinalen spelat mot landsmannen Fernando Verdasco i en match som sträckte sig i över fem timmar. Väl i finalen, som spelades mot världstvåan Roger Federer, syntes inga större tecken på trötthet efter maratonmatchen och Nadal tog, som förste spanjor, titeln i Australiska öppna. Han besegrade Federer i femsetsmatchen med 7-5, 3-6, 7-6(3), 3-6, 6-2, och vann sin första Grand Slam på hardcourt.
Nadal uppvisade god form också på sitt favoritunderlag, grus och vann Rome Masters för fjärde gången. I Franska öppna var han seedad nummer ett med förväntat finalmöte med Federer. Oväntat förlorade Nadal åttondelsfinalen mot svensken Robin Söderling som i sin tur i stället nådde finalplatsen.
Nadal meddelade i mitten på juni 2009 att han på grund av en inflammatorisk knäskada tvingas avstå från Wimbledonmästerskapen.
Hans skadeuppehåll innebar att han i juli 2009 förlorade sin ranking som världsetta, till att inta andraplatsen bakom uppflyttade Roger Federer. Nadal återkom i augusti till tourspel och deltog i turneringarna i Montreal och Cincinnati. Han förlorade i den första ett kvartsfinalmöte mot Juan Martin del Potro och i den andra ett semifinalmöte mot Novak Djokovic.
I US Open seedades Nadal som nummer två och nådde semifinal genom segrar över bland andra Gael Monfils och Fernando Gonzalez. I semifinalen mötte han åter Del Potro, som genom effektiva servar och "projektilartade" grundslag besegrade Nadal med 6-2, 6-2, 6-2.

### 2010
I Australiska öppna nådde Nadal kvartsfinal där han mötte den brittiske spelaren Andy Murray. Nadal bröt matchen vid underläge med 2-0 i set på grund av knäproblem. Hans ATP-ranking har efter detta fallit till en fjärdeplats.
I Franska öppna senare samma säsong vann Nadal singeltiteln utan setförluster. I finalen mötte han svenske Robin Söderling som på vägen dit för första gången på 13 försök besegrat dåvarande världsettan Roger Federer i kvartsfinal. I finalen kunde Rafael Nadal utan större problem ta ledningen med 2-0 i set. Söderling hade ett flertal breakbollar som han dock inte kunde förvalta och Nadal vann slutligen i tre raka set med siffrorna 6-4, 6-2, 6-4. Att Söderling gick till finalen för 2:a året i följd var storartat, tidigare hade bara bland svenska spelare Sven Davidson, Björn Borg och Mats Wilander lyckats med den bedriften. Nadal återtog i och med sin finalseger platsen som världsetta.
I Wimbledon 2010 vann Nadal sin åttonde Grand Slam-titel, sedan han slagit tjecken Tomáš Berdych i finalen den 4 juli med 6-3, 7-5, 6-4. Nadal hade dessförinnan besegrat Robin Söderling i kvartsfinalen och Andy Murray i semifinalen. Berdych hade gått fram till final efter seger mot sexfaldige Wimbledonmästaren Roger Federer i kvartsfinalen och Novak Đoković i semifinalen, men han var chanslös mot Nadal i finalmötet.
I US Open vann Nadal sin nionde Grand Slam-titel, sedan han slagit Novak Đoković i finalen den 13 september med 6–4, 5–7, 6–4, 6–2.

### 2011
I Australiska öppna nådde Nadal kvartsfinal som han förlorade mot landsmannen David Ferrer i tre raka set. Förlusten innebar att Nadals strävan att vinna fyra GS-titlar i följd inte kunde infrias.[101] I BNP Paribas Open (Indian Wells) nådde Nadal kvartsfinal där han besegrade kroaten Ivo Karlovic. I den följande semifinalen besegrade Nadal argentinaren Juan Martin del Potro. Nadal vann det mötet med 6-4, 6-4. I finalen mötte Nadal serben Novak Đoković som vann med 6–4, 3–6, 2–6.[105] I Sony Ericsson Open besegrade Nadal Roger Federer (6–3, 6–2) i semifinalen. För andra gången på två veckor mötte Nadal Đoković i finalen. Đoković vann med 4–6, 6–3, 7–6.    
Nadal inledde grussäsongen med seger i Monte Carlo Masters vilket var hans sjunde final i följd i den turneringen. Han besegrade spelare som Jarkko Nieminen, Richard Gasquet, Ivan Ljubičić och Andy Murray. I finalen besegrade han David Ferrer. Han vann veckan därpå i Barcelona Open där han åter finalbesegrade Ferrer. I den följande turneringen i Madrid besegrade Nadal spelare som Marcos Baghdatis och Roger Federer, men förlorade mot Novak Đoković i finalen. I Rome Masters nådde Nadal finalen, men besegrades ännu en gång av Đoković.      
Trots sina fyra finalförluster mot Đoković dittills under 2011 behöll Nadal förstaplatsen på rankingen. I Franska öppna vann Nadal sin sjätte titel i den turneringen och hade därmed noterat lika många singeltitlar som Björn Borg före honom. I finalen besegrade han Roger Federer med 7–5, 7–6, 5–7, 6–1.
I Wimbledonmästerskapen mötte Nadal i fjärde omgången Juan Martin del Potro och besegrade denne med 7-6, 3-6, 7-6, 6-4. I kvartsfinalen besegrade han tioseedade Mardy Fish och i semifinalen Andy Murray (5-7, 6-2, 6-2, 6-4). I finalen mötte han Novak Đoković som för femte gången under spelsäsongen finalbesegrade Nadal (6-4, 6-1, 1-6, 6-3). Redan i och med finalplatesen hade Đoković övertagit förstaplatsen på rankinglistan från Nadal. Finalsegern drygade ut Đoković försprång.

### 2012
I Franska öppna vann Nadal sin sjunde titel i den turneringen. I finalen besegrade han Novak Djokovic med 6-4, 6-3, 2-6, 7-5. Petades ut ur top 2 för första gången sedan 2004. Hans säsong slutade när han förlorade en fem-setare i andra omgången mot Lukas Rosol i Wimbledonmästerskapen. Han spelade inte resten av säsongen på grund av en knäskada.

### 2013
Han hoppade över Australiska öppna på grund av att han inte kände sig redo efter knäskadan. Han gjorde istället comeback i Viña del Mar. Han förlorade dock i både singel- och dubbelfinalen. Han vann singelfinalen i Brasil Open. Under våren hade Nadal en stark period och lyckades ta sig tillbaka till fjärde plats på världsrankningen i tid till Franska mästerskapen. Väl där slog han bland annat Novak Đoković på sin väg fram till finalvinsten, sin åttonde (rekordantal för herrar i någon enskild Grand Slam-turnering). Senare under året vann han dessutom US Open. Under hösten återtog han positionen som världsetta.

### 2014
Nadal inledde året med att vinna i Qatar Open, där han i finalen segrade över Gaël Montfils. Han kom till Australiska öppna som en av de starkaste segerkandidaterna, och han vann semifinalen mot en formstark Roger Federer. I finalen mot Stanislas Wawrinka drabbades han dock av ryggproblem. Efter flera skadeavbrott kunde han dock slutföra matchen, som Wawrinka vann med 3–1 i set. I juni vann han Franska öppna för nionde gången och samtidigt för femte gången i rad, en historisk svit han blev den förste att genomföra.

### 2015–2019
Under resten av 2010-talet varierande formen och tävlingsframgångarna. 2015 fortsatte skadeproblemen, och han sjönk i världsrankingen; under 2015 och 2016 vann han ingen Grand Slam-tävling. 2016 vann han dock sin andra olympiska guldmedalj i tennis.
2017 skedde en återkomst till bättre form. Under året vann han både Franska öppna och US Open, och han avslutade 2017 som världsetta. Den positionen förlorade han dock under det kommande året, då även Novak Djokovic återkom till de stora titlarna.
2019 fortsätter Djokovic sin dominans på de flesta underlag, med bland annat tre raka Grand Slam-titlar – Wimbledon 2018, US Open 2018 och Australiska öppna 2019. Däremot har Nadal återkommit som den bästa spelaren på grusunderlag. Nadal vann 2018 sin elfte seger i Franska öppna, och 2019 tog han sin tolfte seger i tävlingen – nytt rekord för någon spelare i en enskild Grand Slam-turnering (en mer än Margareth Courts elva segrar i Australiska öppna).

### 2020–2021
Vid franska öppna 2020 tog Nadal sin totalt trettonde seger i turneringen. Året därpå åkte han däremot ut i semifinalen, och under året sjönk hans världsranking något.

### 2022
2022 vann han Australiska öppna. Han nådde därmed 21 grand slam-titlar i singel, en mer än någon annan herrtennisspelare. Regerande världsettan Novak Djokovic stängdes ute från turneringen, efter att ha vägrat covid-19-vaccinera sig.
I juni 2022 vann Nadal Franska öppna för 14:e gången, efter finalseger mot Casper Ruud.

### Nadal som Davis Cup-spelare
Rafael Nadal har deltagit i det spanska Davis Cup-laget 2004-06 och 2008-09. Han har totalt spelat 21 matcher och vunnit 16 av dessa. År 2004 vann laget finalen mot USA med 3-2 i matcher, och Nadal besegrade i sin match Andy Roddick. Han har i DC-möten också besegrat spelare som Novak Djokovic.

## Spelaren och personen
Rafael Nadal och hans yngre syster Maria "Maribel" Isabels föräldrar heter Ana Maria Parera och Sebastián Nadal. Familjen äger ett företag som tillverkar fönster, ett försäkringsbolag, och en restaurang som heter Sa Punta. Nadal hade i ungdomen drömmar om att bli fotbollsspelare, påverkad av sin farbror Miguel Angel Nadal.
Nadal spelar tennis med vänster hand men skriver med höger hand.  Han bytte i unga år över från höger till vänster då han ansåg att det skulle ge hans motståndare större svårigheter. Nadal gör allt annat vardagligt med höger hand, inklusive skriver och borstar tänder.
Han är en utpräglad och mycket snabb baslinjespelare vars spel är bäst lämpat för långsamma grusbanor. Nadals grundslag är hårda och slagna med extrem överskruv (topspin). Hans främsta vapen är en kraftfull forehand. Han spelar med dubbelfattad backhand. Han har på senare tid spelat alltmer dubbel, vilket bidragit till att han förbättrat sin volley. Hans serve som tidigare inte tillhörde hans starkare sidor har blivit betydligt vassare och bidrog starkt till att han kunde vinna US Open 2010.
Nadal tränades fram till 2017 av sin farbror Toni, som också varit hans mentor och viktigaste stöd på touren. Tonis filosofi är att det bara är med hårt arbete man kan uppnå framgångar och att det alltid finns utrymme för förbättringar. Nadal är bosatt i Manacor på Mallorca, och han stödjer den spanska fotbollsklubben Real Madrid.

## Grand Slam-finaler, singel

### Titlar
| År   | Mästerskap                | Finalmotståndare   | Setsiffror                           |
| 2005 | Franska öppna             | Mariano Puerta     | 6-7, 6-3, 6-1, 7-5                   |
| 2006 | Franska öppna (2)         | Roger Federer      | 1-6, 6-1, 6-4, 7-6                   |
| 2007 | Franska öppna (3)         | Roger Federer      | 6-3, 4-6, 6-3, 6-4                   |
| 2008 | Franska öppna (4)         | Roger Federer      | 6-1, 6-3, 6-0                        |
| 2008 | Wimbledonmästerskapen     | Roger Federer      | 6-4, 6-4, 6-7 (5-7), 6-7 (8-10), 9-7 |
| 2009 | Australiska öppna         | Roger Federer      | 7-5, 3-6, 7-6 (7-3), 3-6, 6-2        |
| 2010 | Franska öppna (5)         | Robin Söderling    | 6-4, 6-2, 6-4                        |
| 2010 | Wimbledonmästerskapen (2) | Tomáš Berdych      | 6-3, 7-5, 6-4                        |
| 2010 | US Open                   | Novak Ðoković      | 6-4, 5-7, 6-4, 6-2                   |
| 2011 | Franska öppna (6)         | Roger Federer      | 7-5, 7-6, 5-7, 6-1                   |
| 2012 | Franska öppna (7)         | Novak Ðoković      | 6-4, 6-3, 2-6, 7-5                   |
| 2013 | Franska öppna (8)         | David Ferrer       | 6-3, 6-2, 6-3                        |
| 2013 | US Open (2)               | Novak Ðoković      | 6-2, 3-6, 6-4, 6-1                   |
| 2014 | Franska öppna (9)         | Novak Ðoković      | 3–6, 7–5, 6–2, 6–4                   |
| 2017 | Franska öppna (10)        | Stanislas Wawrinka | 6–2, 6–3, 6–1                        |
| 2017 | US Open (3)               | Kevin Anderson     | 6–3, 6–3, 6–4                        |
| 2018 | Franska öppna (11)        | Dominic Thiem      | 6–4, 6–3, 6–2                        |
| 2019 | Franska öppna (12)        | Dominic Thiem      | 6–3, 5–7, 6–1, 6–1                   |
| 2019 | US Open (4)               | Daniil Medvedev    | 7–5, 6–3, 5–7, 4–6, 6–4              |
| 2020 | Franska öppna (13)        | Novak Ðoković      | 6–0, 6–2, 7–5                        |
| 2022 | Australiska öppna (2)     | Daniil Medvedev    | 2-6, 6-7 (5-7), 6-4, 6-4, 7-5        |
| 2022 | Franska öppna (14)        | Casper Ruud        | 6–3, 6–3, 6–0                        |

### Finalförluster
| År   | Mästerskap                | Finalmotståndare   | Setsiffror              |
| 2006 | Wimbledonmästerskapen     | Roger Federer      | 0-6, 6-7, 7-6, 3-6      |
| 2007 | Wimbledonmästerskapen (2) | Roger Federer      | 6-7, 6-4, 6-7, 6-2, 2-6 |
| 2011 | Wimbledonmästerskapen (3) | Novak Djoković     | 4–6, 1–6, 6–1, 3–6      |
| 2011 | US Open                   | Novak Djoković     | 2–6, 4–6, 7–6, 1–6      |
| 2012 | Australiska öppna         | Novak Djoković     | 7–5, 4–6, 2–6, 7–6, 5–7 |
| 2014 | Australiska öppna (2)     | Stanislas Wawrinka | 3-6, 2-6, 6-3, 3-6      |
| 2017 | Australiska öppna (3)     | Roger Federer      | 4-6, 6-3, 1-6, 6-3, 3-6 |
| 2019 | Australiska öppna (4)     | Novak Djoković     | 3–6, 2–6, 3–6           |

## Övriga ATP-titlar

### Singel (57)
- 2004 – Sopot
- 2005 – Costa do Sauípe, Acapulco, Monte Carlo, Barcelona, Italienska öppna, Båstad, Stuttgart, Montréal, Peking, Madrid
- 2006 – Dubai, Monte Carlo, Barcelona, Italienska öppna
- 2007 – Indian Wells, Monte Carlo, Barcelona, Rom, Stuttgart
- 2008 – Monte Carlo, Barcelona, Hamburg, London, Toronto, Peking
- 2009 – Indian Wells, Monte Carlo, Barcelona, Rom
- 2010 – Monte Carlo, Rom, Madrid, Tokyo
- 2011 – Monte Carlo, Barcelona
- 2012 – Monte Carlo, Barcelona, Rom
- 2013 – São Paulo, Acapulco, Indian Wells, Barcelona, Madrid, Rom, Montréal, Cincinnati Masters
- 2014 – Doha, Rio de Janeiro, Madrid
- 2015 - Buenos Aires, Stuttgart, Hamburg
- 2016 - Mubadala World Tennis Championship, Monte Carlo, Barcelona

### Dubbel (9)
- 2003 – Umag
- 2004 – Chennai
- 2005 – Doha
- 2008 – Monte Carlo
- 2009 – Doha
- 2010 – Indian Wells
- 2011 – Doha
- 2012 – Indian Wells
- 2015 - Doha